# جو غيبون
جو غيبون (بالإنجليزية: Joe Gibbon)‏ هو لاعب كرة قاعدة أمريكي، ولد في 10 أبريل 1935 في هيكوري في الولايات المتحدة، وتوفي في 20 فبراير 2019 في نيوتن في الولايات المتحدة.

## وصلات خارجية
- جو غيبون على موقع دوري كرة القاعدة الرئيسي (الإنجليزية)
- جو غيبون على موقعبيزبول رفرنس.كوم (الدوري الرئيسي) (الإنجليزية)
- جو غيبون على موقعبيزبول رفرنس.كوم (الدوري الثانوي) (الإنجليزية)
- جو غيبون على موقع جمعية أبحاث البيسبول الأمريكية (الإنجليزية)
- جو غيبون على موقع سبورتس رفرنس (الإنجليزية)
- جو غيبون على موقع كلية كرة السلة في سبورتس رفرنس.كوم (الإنجليزية)
- جو غيبون على موقع ريلجم (الإنجليزية)
- جو غيبون على موقع قاعة ميسيسيبي للمشاهير الرياضية (الإنجليزية)